# Meteorologiåret 1921

## Händelser

### Januari
- 3 januari - Den första muntliga väderprognosen sänds av radiostationen 9XM vid University of Wisconsin, Madison, USA. Man har sänt väderbulletiner med morsekod sedan 1917.[1]
- 16 januari - Minnesota, USA drabbas av en svår snöstorm [2].

### Februari
- 15 februari - Tidig vår med åskväder råder i södra Minnesota, USA [3].

### April
- 14-15 april – I Silver Lake, Colorado, USA faller 1 925.3 millimeter (75,8 in) snö, vilket blir nytt amerikanskt rekord för snöfall inom 24 timmar [4].
- 27 april – En sen snöstorm härjar i Hibbing i Minnesota, USA [5].

### Juli
- 29 juli – I Prószków, Polen uppmäts temperaturen +40.2 °C (104.4 °F), vilket är Polens högst uppmätta temperatur någonsin [6].

### Augusti
- Augusti – 345 millimeter nederbördsmängd faller över Granberget, Sverige vilket innebär månadsnederbördsrekord för Ångermanland [7].

### Oktober
- 23 oktober – Snöfall över Västergötland, Sverige orsakar ett svårt sammanbrott i elförsörjningen [8] i norra Götaland och södra Svealand [9].

### Okänt datum
- Ett kraftiga inflöde till Östersjön inträffar [10]
- Väderstationen på Jan Mayen tas i drift under sommaren [11].
- Vattenståndet vid Vojmån vid Fättjaure i Sverige börjar mätas [12].

## Födda
- 6 mars – Akiva Jaglom, rysk fysiker, matematiker, statistiker och meteorolog.

## Avlidna
- 1 oktober – Julius von Hann, österrikisk meteorolog, geograf och fysiker.

### Fotnoter
1. ↑  The Shell Book of Firsts, 1983. p. 200
2. ↑  Famous Minnesota Winter Storms (Listed Chronologically) Arkiverad 7 januari 2009 hämtat från the Wayback Machine.
3. ↑  ”Arkiverade kopian”. Arkiverad från originalet den 26 juli 2010. https://web.archive.org/web/20100726102650/http://www.climate.umn.edu/pdf/day_in_weather_history/february_wx_history.pdf. Läst 16 februari 2011.
4. ↑  National Climate Extremes Committee Arkiverad 29 augusti 2009 hämtat från the Wayback Machine.. National Climatic Data Center. Läst 4 februari 2009.
5. ↑  ”Arkiverade kopian”. Arkiverad från originalet den 16 juli 2010. https://web.archive.org/web/20100716104244/http://www.climate.umn.edu/pdf/day_in_weather_history/april_wx_history.pdf. Läst 16 februari 2011.
6. ↑  ”Zakład Klimatologii - Uniwersytet Jagielloński, Kraków”. Klimat.geo.uj.edu.pl. Arkiverad från originalet den 29 maj 2010. https://web.archive.org/web/20100529040418/http://www.klimat.geo.uj.edu.pl/tematyczne/rekordyklimatyczne/polska.htm. Läst 20 augusti 2010.
7. ↑  SMHI
8. ↑  SMHI
9. ↑  SMHI
10. ↑  SMHI
11. ↑  MET Arkiverad 21 juni 2011 hämtat från the Wayback Machine.
12. ↑  SMHI